# Leandro dos Santos (voleibolista)
Leandro Nascimento dos Santos (Aracaju, 13 de janeiro de 1993), apelidado de Aracaju, é um jogador de voleibol brasileiro que atua na posição de central.

## Carreira

### Clubes
Leandro saiu de sua terra natal Aracaju aos 16 anos de idade, quando já media 1,97 m. Ganhou destaque nas Olimpíadas Escolares, quando foi visto por "olheiros" do São Bernardo que o enviaram um convite para atuar pelo clube, porém por questões contratuais, não foi possível fechar contrato com o atleta. O clube da região do ABC então indicou o atleta para o SESI-SP.
Atuou pelo clube paulista da temporada 2012–13 até a 2017–18, onde conquistou dois vice-campeonatos da Superliga, em 2013–14 e 2017–18.
Em 2018 foi contrato pelo SESC-RJ e conquistou o título do Campeonato Carioca de 2018 e o vice da Copa Libertadores de 2018–19.
Em 2019, Aracaju estreou no voleibol internacional ao ser contrato pelo francês Rennes Volley 35. Em 2020 se transferiu para o Tours Volley-Ball, uma das equipes mais tradicionais do voleibol francês, tendo seu contrato renovado por mais uma temporada; por onde foi vice-campeão da Ligue A de 2021–22 e da Taça CEV de 2021–22.

### Seleção
Atuou pela seleção brasileira nas categorias de base onde conquistou inúmeros títulos, dentre eles o Campeonato Mundial Sub-23 de 2013 e a Copa Pan-Americana Sub-23 de 2012.
Pela seleção adulta, foi vice-campeão na Copa Pan-Americana de 2018, onde foi derrotado na final pela seleção argentina por 3 sets a 2.
Disputando o primeiro campeonato mundial adulto de sua carreira, Aracaju conquistou a inédita medalha de bronze com a seleção brasileira ao derrotar a seleção eslovena por 3 sets a 1.

## Títulos
SESC-RJ
- Campeonato Carioca: 2018

Tours Volley-Ball
- Campeonato Francês: 2022–23
- Copa da França: 2022–23
- Supercopa Francesa: 2023

Seleção Brasileira
- Campeonato Mundial Sub-23: 2013
- Campeonato Sul-Americano Sub-21: 2012
- Campeonato Sul-Americano Sub-23: 2014
- Copa Pan-Americana Sub-23: 2012
- Copa Pan-Americana Sub-19: 2011

## Clubes
| Anos      | Clube             |
| --------- | ----------------- |
| 2012–2018 | SESI-SP           |
| 2018–2019 | SESC-RJ           |
| 2019–2020 | Rennes Volley 35  |
| 2020–     | Tours Volley-Ball |

## Prêmios individuais
- 2012: Campeonato Sul-Americano Sub-21 – Melhor bloqueador